# Orden de las Artes y las Letras del Perú
Orden de las Artes y las Letras del Perú (”Perus konst- och litteraturorden”), är en utmärkelse som utdelas av Perus regering genom dess kulturministerium, till författare, artister, personer och organisationer, nationella och utländska, som stöder den kulturella utvecklingen i Peru.
Denna orden instiftades genom Resolución Suprema Nº 011-2010-MC, i vilken man meddelar att det offentliga erkännande som tilldelningen av denna orden innebär, är en adekvat form att uttrycka nationens och regeringens tacksamhet för en framstående merit inom det kulturella området.
Reglerna för utdelandet av denna orden, godkänd genom Resolución Ministerial Nº 076-2010-MC, anger att ordenssällskapet består av alla personer som har tilldelats utmärkelsen som erkännande för sina uppnådda meriter, och att utmärkelsen utdelas vartannat år eller i exceptionella fall när förtjänstfulla tillfällen så påbjuder.

## Framstående utmärkelser
Orden har tillkommit med en tanke att vara återkommande. Men den första avsikten var emellertid att utdela en särskild utmärkelse till den peruanske författaren Mario Vargas Llosa för hans Nobelpris i litteratur 2010, i beaktande av att peruanska staten redan 2001 hade förärat honom nationens finaste utmärkelse: Solorden.
På detta vis blev Vargas Llosa den första personen att mottaga denna nya orden, som överlämnades den 15 december 2010 av Perus president Alan García under en ceremoni i regeringspalatset i Lima.